# Eropeplus canus
Eropeplus canus är en gnagare som beskrevs av Miller och Hollister 1921. Eropeplus canus är ensam i släktet Eropeplus som ingår i familjen råttdjur. IUCN kategoriserar arten globalt som sårbar. Inga underarter finns listade i Catalogue of Life.
Individerna blir 195 till 240 mm långa (huvud och bål) och har en 210 till 315 mm lång svans. Den mjuka pälsen är på ovansidan gråbrun och vid buken ljusgrå. På fötterna finns glest fördelade svarta hår och svansens bakre del är vitaktig. Arten har långa svarta morrhår. Eropeplus canus skiljer sig från närbesläktade råttdjur genom avvikande detaljer av skallens och tändernas konstruktion.
Denna gnagare förekommer på centrala Sulawesi. Den vistas i bergstrakter som ligger 1800 till 2300 meter över havet. Habitatet utgörs av tropiska regnskogar. Eropeplus canus går troligen främst på marken och äter växtdelar.